# Grande Prêmio do Japão de 1976
Resultados do Grande Prêmio do Japão de Fórmula 1 realizado em Monte Fuji em 24 de outubro de 1976. Décima sexta e última etapa da temporada, foi vencido pelo norte-americano Mario Andretti, da Lotus-Ford, e ao seu lado no pódio estavam o francês Patrick Depailler, da Tyrrell, e o britânico James Hunt, da McLaren, cujo resultado assegurou-lhe o título de campeão mundial.

## Classificação da prova
| Pos. | Nº | Piloto             | Construtor         | Voltas | Tempo/Diferença         | Grid | Pontos |
| ---- | -- | ------------------ | ------------------ | ------ | ----------------------- | ---- | ------ |
| 1    | 5  | Mario Andretti     | Lotus-Ford         | 73     | 1:43:58.86              | 1    | 9      |
| 2    | 4  | Patrick Depailler  | Tyrrell-Ford       | 72     | + 1 volta               | 13   | 6      |
| 3    | 11 | James Hunt         | McLaren-Ford       | 72     | + 1 volta               | 2    | 4      |
| 4    | 19 | Alan Jones         | Surtees-Ford       | 72     | + 1 volta               | 20   | 3      |
| 5    | 2  | Clay Regazzoni     | Ferrari            | 72     | + 1 volta               | 7    | 2      |
| 6    | 6  | Gunnar Nilsson     | Lotus-Ford         | 72     | + 1 volta               | 16   | 1      |
| 7    | 26 | Jacques Laffite    | Ligier-Matra       | 72     | + 1 volta               | 11   |        |
| 8    | 24 | Harald Ertl        | Hesketh-Ford       | 72     | + 1 volta               | 22   |        |
| 9    | 18 | Noritake Takahara  | Surtees-Ford       | 70     | + 3 voltas              | 24   |        |
| 10   | 17 | Jean-Pierre Jarier | Shadow-Ford        | 69     | + 4 voltas              | 15   |        |
| 11   | 51 | Masahiro Hasemi    | Kojima-Ford        | 66     | + 7 voltas              | 10   |        |
| Ret  | 3  | Jody Scheckter     | Tyrrell-Ford       | 58     | Superaquecimento        | 5    |        |
| Ret  | 21 | Hans Binder        | Wolf-Williams-Ford | 49     | Roda                    | 25   |        |
| Ret  | 16 | Tom Pryce          | Shadow-Ford        | 46     | Distribuição de energia | 14   |        |
| Ret  | 9  | Vittorio Brambilla | March-Ford         | 38     | Pane elétrica           | 8    |        |
| Ret  | 34 | Hans-Joachim Stuck | March-Ford         | 37     | Pane elétrica           | 18   |        |
| Ret  | 12 | Jochen Mass        | McLaren-Ford       | 35     | Acidente                | 12   |        |
| Ret  | 28 | John Watson        | Penske-Ford        | 33     | Motor                   | 4    |        |
| Ret  | 52 | Kazuyoshi Hoshino  | Tyrrell-Ford       | 27     | Pneus                   | 21   |        |
| Ret  | 20 | Arturo Merzario    | Wolf-Williams-Ford | 23     | Câmbio                  | 19   |        |
| WD   | 30 | Emerson Fittipaldi | Fittipaldi-Ford    | 9      | Retirou-se              | 23   |        |
| WD   | 8  | José Carlos Pace   | Brabham-Alfa Romeo | 7      | Retirou-se              | 6    |        |
| WD   | 1  | Niki Lauda         | Ferrari            | 2      | Retirou-se              | 3    |        |
| WD   | 7  | Larry Perkins      | Brabham-Alfa Romeo | 1      | Retirou-se              | 17   |        |
| Ret  | 10 | Ronnie Peterson    | March-Ford         | 0      | Motor                   | 9    |        |
| DNS  | 21 | Masami Kuwashima   | Wolf-Williams-Ford |        |                         |      |        |
| DNQ  | 54 | Tony Trimmer       | Maki-Ford          |        |                         |      |        |

## Tabela do campeonato após a corrida
| Pos. | Piloto            | Pontos |
| ---- | ----------------- | ------ |
| 1    | James Hunt        | 69     |
| 2    | Niki Lauda        | 68     |
| 3    | Jody Scheckter    | 49     |
| 4    | Patrick Depailler | 39     |
| 5    | Clay Regazzoni    | 31     |

| Pos. | Construtor   | Pontos  |
| ---- | ------------ | ------- |
| 1    | Ferrari      | 83      |
| 2    | McLaren-Ford | 74 (75) |
| 3    | Tyrrell-Ford | 71      |
| 4    | Lotus-Ford   | 29      |
| 5    | Penske-Ford  | 20      |

- Nota: Somente as primeiras cinco posições estão listadas e os campeões da temporada surgem grafados em negrito. A temporada de 1976 foi dividida em dois blocos de oito corridas onde cada piloto descartaria um resultado. Neste ponto esclarecemos: na tabela dos construtores figurava somente o melhor colocado dentre os carros do mesmo time.